# Respuesta de voz interactiva
La respuesta de voz interactiva o IVR (del inglés Interactive Voice Response) consiste en un sistema telefónico que es capaz de recibir una llamada e interactuar con el humano a través de grabaciones de voz y el reconocimiento de respuestas simples, como «sí», «no» u otras. Es un sistema automatizado de respuesta interactiva, orientado a entregar o capturar información a través del teléfono, permitiendo el acceso a servicios de información u otras operaciones. Los sistemas de IVR implementados en la red tienen capacidad para administrar grandes volúmenes de llamadas y también se usan para llamadas salientes, ya que estos sistemas son más inteligentes que muchos sistemas de marcación predictiva.
IVR se pueden utilizar para compras con dispositivos móviles, pagos y servicios bancarios, pedidos minoristas, servicios públicos, información sobre viajes y condiciones meteorológicas. Un concepto erróneo común hace referencia a un asistente automático como un sistema de IVR. Los términos son distintos y significan cosas diferentes para los profesionales tradicionales del ámbito de las telecomunicaciones: el propósito de un sistema de IVR es tomar la entrada, procesarla y devolver un resultado, mientras que la tarea de un asistente automático consiste en redirigir las llamadas. En ocasiones, también se utiliza el término unidad de respuesta de voz o VRU (del inglés, Voice Response Unit).

## Historia
A pesar del crecimiento de la tecnología IVR durante la década de 1970, la tecnología se consideraba compleja y costosa para la automatización de tareas en los centros de llamadas. Los primeros sistemas de respuesta de voz se basaban en la tecnología DSP y estaban limitados a vocabularios reducidos. A principios de 1980, Perception Technology de Leon Ferber se convirtió en el primer competidor del mercado principal, después de que la tecnología de discos duros (del acceso aleatorio de lectura/escritura a datos de voz digitalizados) alcanzara un nivel de precio rentable. En aquel momento, un sistema podía guardar palabras digitalizadas en un disco, reproducir el mensaje hablado apropiado y procesar la respuesta DTMF humana.
Se utilizan dos variantes principales del reconocimiento de voz en IVR: una basada en gramáticas predefinidas (utilizada en diálogos "dirigidos") y otra basada en modelos de lenguaje preparados estadísticamente (utilizada en diálogos de "lenguaje natural"). Los diálogos dirigidos presentan a la persona que llama preguntas u opciones específicas. Los diálogos de lenguaje natural utilizan preguntas abiertas (por ejemplo, "¿En qué puedo ayudarlo?"), son más coloquiales y pueden interpretar respuestas de formato libre.
A menudo, un distribuidor automático de llamadas o ACD (del inglés, Automatic Call Distributor) es el primer punto de contacto al llamar a muchas grandes empresas. Un ACD utiliza dispositivos de almacenamiento digital para reproducir saludos o anuncios, pero comúnmente redirige a la persona que llama sin solicitar ninguna entrada. Un sistema de IVR puede reproducir anuncios y solicitar una entrada a la persona que llama. Esta información se puede usar para obtener el perfil de la persona que llama y redirigir la llamada a un agente con un conjunto de aptitudes específico. (Un conjunto de aptitudes es una función que se aplica a un grupo de agentes de un centro de llamadas con una habilidad en concreto).
La respuesta de voz interactiva se puede utilizar para establecer la interfaz inicial de las operaciones de un centro de llamadas mediante la identificación de las necesidades de la persona que llama. Se puede obtener información de la persona que llama, como por ejemplo, un número de cuenta. Asimismo, se pueden brindar respuestas a preguntas simples, como saldos de cuentas o información previamente grabada, sin necesidad de que intervenga el operador. Con frecuencia, los números de cuenta obtenidos del sistema de IVR se comparan con los datos de identificación de la llamada por cuestiones de seguridad y, si la identificación de la llamada no coincide con el registro de la cuenta, se requieren respuestas de IVR adicionales.

## Servicios
El IVR se implementa habitualmente en empresas o entidades que reciben gran cantidad de llamadas, a fin de reducir la necesidad de personal y los costes que el servicio ofrecido representan para dicha entidad. Entre otras, podemos mencionar a las bancas telefónicas.
Las empresas suelen usar la tecnología IVR para dirigir una llamada entrante hacía un departamento u otro, sin la necesidad de intervención humana, así reduciendo el tiempo de espera de sus clientes. 
En los centros de atención telefónica al cliente, se utiliza la tecnología IVR para dirigir las llamadas hacia los agentes con mayor conocimiento de una materia especifica, reduciendo así el tiempo de la llamada y evitando la necesidad de hacer transferencias entre agentes.
Se está implementando también en empresas de taxis, en las que la identificación del número que llama permite conocer dónde se encuentra el pasajero y generar el viaje rápidamente sin la intervención de un telefonista físico.
Puede combinarse con SMS para prestar cualquier clase de servicio: televotación, encuestas, sorteos, acceso a bases de datos, servicios informativos, etc.

## Uso
Los sistemas de IVR se utilizan para atender gran cantidad de llamadas, reducir los costos y mejorar la experiencia del cliente. El uso de IVR y la automatización de voz permiten resolver las consultas de quienes llaman sin necesidad de colocar las llamadas en cola ni incurrir en el costo de un agente real. Si las personas que llaman no encuentran la información que necesitan o requieren asistencia adicional, las llamadas se suelen transferir a un agente. Esto da lugar a un sistema eficiente, que permite a los agentes tener más tiempo para abordar interacciones complejas. Cuando un sistema de IVR responde llamadas de varios números de teléfono, el uso del Servicio de identificación de número marcado (DNIS, por sus siglas en inglés) garantiza la ejecución de la aplicación y el idioma correctos. Un único sistema de IVR grande puede atender llamadas para miles de aplicaciones, cada una con sus propios números de teléfono y guiones.

### Sector bancario
Las instituciones bancarias dependen de los sistemas de IVR para mantener las relaciones con los clientes y ampliar el horario comercial para ofrecer servicios las 24 horas de los 7 días de la semana. El servicio de Banca telefónica permite a los clientes consultar saldos e historiales de transacciones, así como realizar pagos y transferencias. A medida que han surgido los canales en línea, la satisfacción del cliente bancario ha disminuido.

### Sector médico
Las empresas farmacéuticas y las organizaciones de investigación por contrato utilizan los sistemas de IVR para realizar ensayos clínicos y administrar el gran volumen de datos que se genera. La persona que llama responde a las preguntas en el idioma de su preferencia y las respuestas se ingresan en una base de datos y, posiblemente, se registran al mismo tiempo para confirmar la autenticidad. Entre las aplicaciones se incluyen la asignación aleatoria de pacientes y la gestión del suministro de medicamentos. También se emplean para registrar los diarios y cuestionarios del paciente.
Los sistemas de IVR permiten a quienes llaman obtener datos de manera relativamente anónima. En hospitales y clínicas, los sistemas de IVR se han utilizado para que quienes llaman puedan obtener acceso anónimo a los resultados de las pruebas. Este tipo de información podría ser fácilmente gestionada por una persona, pero se emplea el sistema de IVR para preservar la privacidad y evitar la posible incomodidad que puede suponer la información sensible o los resultados de las pruebas. Los usuarios reciben una clave de ingreso para poder acceder a sus resultados.

### Encuestas
Algunas de las mayores plataformas de IVR instaladas se utilizan para la "televotación" en concursos televisivos, como Pop Idol y Gran Hermano, que pueden generar enormes picos de llamadas. A menudo, el proveedor de red implementará un método de bloqueo de destinos (call gapping) en la red telefónica pública conmutada (PSTN) para evitar la saturación de la red. Las organizaciones de sondeo también pueden usar sistemas de IVR para formular preguntas más sensibles cuando los investigadores temen que un participante podría sentirse incómodo al dar sus respuestas a un interlocutor humano (por ejemplo, preguntas sobre consumo de drogas o comportamiento sexual). En algunos casos, se puede usar un sistema de IVR en la misma encuesta junto con un encuestador humano.

## Tecnología Involucrada
El IVR para brindar mejores servicios involucra otras tecnologías como, por ejemplo:
- DTMF (Dual Tone Multi Frequency): Propia de la telefonía, es la tecnología de tonos utilizada para el marcado.

- TTS (Text To Speech): Iniciada en la informática, le da capacidad de transformar texto a audio que escucha el operador.

- ASR (Reconocimiento de Voz): Iniciada por la informática. Le da la capacidad de reconocer las palabras del usuario y aceptarlas como órdenes.